# Estatua de Cervantes (Valladolid)
La estatua de Cervantes se encuentra en la plaza de la Universidad de Valladolid, colocada frente a ella.

## Historia
En 1876, Mariano Pérez Mínguez solicitó al Ayuntamiento de Valladolid permiso para erigir una estatua en honor a Miguel de Cervantes en el Campillo del Rastro, una plaza ubicada frente a la casa de Cervantes en la calle del Rastro, donde había vivido a partir de 1605 el ilustre escritor con su familia.
El 29 de septiembre de 1877 se inauguró el monumento. Se trata de una estatua de fundición modelada por Nicolás Fernández de la Oliva, profesor de Escultura de la Escuela de Bellas Artes de Valladolid. La cantería del pedestal y la erección de la estatua fueron dirigidas por el arquitecto municipal, Joaquín Ruiz Sierra. Además se instalaron cuatro relieves para decorar el pedestal, con escenas de diversos pasajes del Quijote, modelados por Pablo Santos de Berasategui, también profesor de la escuela de bellas artes de la ciudad.
Debido a las obras de urbanización del entorno de la casa de Cervantes en la calle de Miguel Íscar, en 1899 la estatua fue trasladada a su ubicación final, la plaza de la Universidad, e instalada en un nuevo y sobrio pedestal. Por su parte, los relieves fueron instalados en el patio interior del Museo Casa de Cervantes.